# Diopsis orizae
Diopsis orizae är en tvåvingeart som beskrevs av Seguy 1955. Diopsis orizae ingår i släktet Diopsis och familjen Diopsidae. Inga underarter finns listade i Catalogue of Life.